# Lawrence Montaigne
Lawrence Montaigne (Brooklyn, New York, 1931. február 26. – Henderson, Nevada, 2017. március 17.) amerikai színész.

## Filmjei

### Mozifilmek
- Zenevonat (The Band Wagon) (1953)
- A mongolok (The Mongols) (1961)
- Szinbád kapitány (Captain Sindbad) (1963)
- A nagy szökés (The Great Escape) (1963)
- Pokoli találmány (The Satan Bug) (1965)
- A sivatagi róka hadjárata (Tobruk) (1967)
- Az erő (The Power) (1968)
- Menekülés a Boszorkány hegyre (Escape to Witch Mountain) (1975)
- Csávában (Framed) (1975)
- Az ifjú Lady Chatterley (Young Lady Chatterley) (1977)
- Seriff és az idegenek (Chissà perché... capitano tutte a me) (1980)
- Halálos barát (Deadly Blessing) (1982)
- Dakota (1988)

### Tv-filmek
- Gyilkosságra felhatalmazva (License to Kill) (1984)

### Tv-sorozatok
- Perry Mason (1965, egy epizódban)
- Star Trek (1966–1967, két epizódban)
- Mission: Impossible (1966, 1971, két epizódban)
- Batman (1967, két epizódban)
- Támadás egy idegen bolygóról (The Invaders) (1967, két epizódban)
- Bonanza (1972, egy epizódban)
- San Francisco utcáin (The Streets of San Francisco) (1972, egy epizódban)
- Dallas (1982, egy epizódban)

## További információ
- Hivatalos oldal
- Lawrence Montaigne az Internetes Szinkronadatbázisban (magyarul)
- Lawrence Montaigne az Internet Movie Database-ben (angolul)
- Lawrence Montaigne a Rotten Tomatoeson (angolul)